# 29 Pułk Lotnictwa Myśliwskiego
29 Pułk Lotnictwa Myśliwskiego (29 plm) – oddział lotnictwa myśliwskiego ludowego Wojska Polskiego.
29 Pułk Lotnictwa Myśliwskiego został sformowany w okresie od 1 stycznia do 1 czerwca 1952 na podstawie rozkazu Nr 0096/Org. Ministra Obrony Narodowej z dnia 11 grudnia 1951. Jednostka została zorganizowana na lotnisku w Malborku według etatu Nr 6/165 o stanie 290 wojskowych i 22 pracowników kontraktowych.
W 1953 pułk został przebazowany na lotnisko w Ornecie. W styczniu tego roku na ewidencji jednostki znajdowało się piętnaście samolotów, w tym jedenaście MiG-15 oraz po jednym egzemplarzu MiG-15UT, Jak-11, Jak-18 i Po-2.
Pułk miał w posiadaniu samoloty myśliwskie: MiG, LIM, Su, Jak itd. 29 plm jest patronem Gimnazjum nr 2 w Ornecie, przed którego budynkiem stoi samolot odrzutowy typu MiG-21. Drugi samolot, który tam stał, to JAK-11, który został zabrany do renowacji.

## Żołnierze pułku
Dowódcy pułku:
- ppłk pil. Michał Bajczykow
- ppłk pil. Adam Buczyński
- mjr pil. Jerzy Pelc
- ppłk pil. Czesław Dużyński
- płk pil. Zygmunt Paduch
- ppłk pil. Franciszek Walentyn

Oficerowie:
- Adam Bidziński